# Breakthrough (Colbie Caillat)
Breakthrough è il secondo album della californiana Colbie Caillat uscito il 4 settembre 2009 per la Universal Records. L'album è stato anticipato dal singolo Fallin' for You. L'album ottenne ottimi risultati di vendita raggiungendo la vetta delle classifiche statunitensi e ottenendo un ottimo successo anche nel resto del mondo. Il secondo singolo estratto è stato I Never Told You ed è stato pubblicato il 16 febbraio del 2010 ed ha ottenuto un buon successo. Il terzo singolo, Begin Again, è stato pubblicato il 29 giugno.

## Tracce
1. I Won't
2. Begin Again
3. You Got Me
4. Fallin' for You
5. Rainbow
6. Droplets
7. I Never Told You
8. Fearless
9. Runnin' Around
10. It Stops Today
11. Breakthrough
12. Breakin' at the Cracks

### Tracce Extra Edizione Deluxe
- Out of my Mind
- What I Wanted to Say
- Don't Hold Me Down
- Never Let You Go
- Stay with Me

### Tracce Bonus
- Hold Your Head High (iTunes)
- Lucky (con Jason Mraz)
- Begin Again (Reggae Version) (solo nelle edizioni giapponese e britannica)
- Somethin' Special (Beijing Olympic Mix) (Rhapsody)

## Classifiche
| Classifica (2009)  | Posizione |
| ------------------ | --------- |
| Austria            | 10        |
| Belgio (Fiandre)   | 41        |
| Belgio (Vallonia)  | 37        |
| Canada             | 5         |
| Francia            | 23        |
| Germania           | 9         |
| Nuova Zelanda      | 31        |
| Paesi Bassi        | 24        |
| Portogallo         | 11        |
| Svizzera           | 10        |
| Regno Unito        | 109       |
| U.S. Billboard 200 | 1         |